# Neotrichia colombiensis
Neotrichia colombiensis är en nattsländeart som beskrevs av Harris 1990. Neotrichia colombiensis ingår i släktet Neotrichia och familjen smånattsländor. Inga underarter finns listade i Catalogue of Life.